# Jacques-Philippe Pecsteen
Jacques-Philippe Pecsteen (Maldegem, 22 juni 1769 - Brugge, 15 augustus 1849) was burgemeester van Ruddervoorde in de Belgische provincie West-Vlaanderen.

## Afkomst

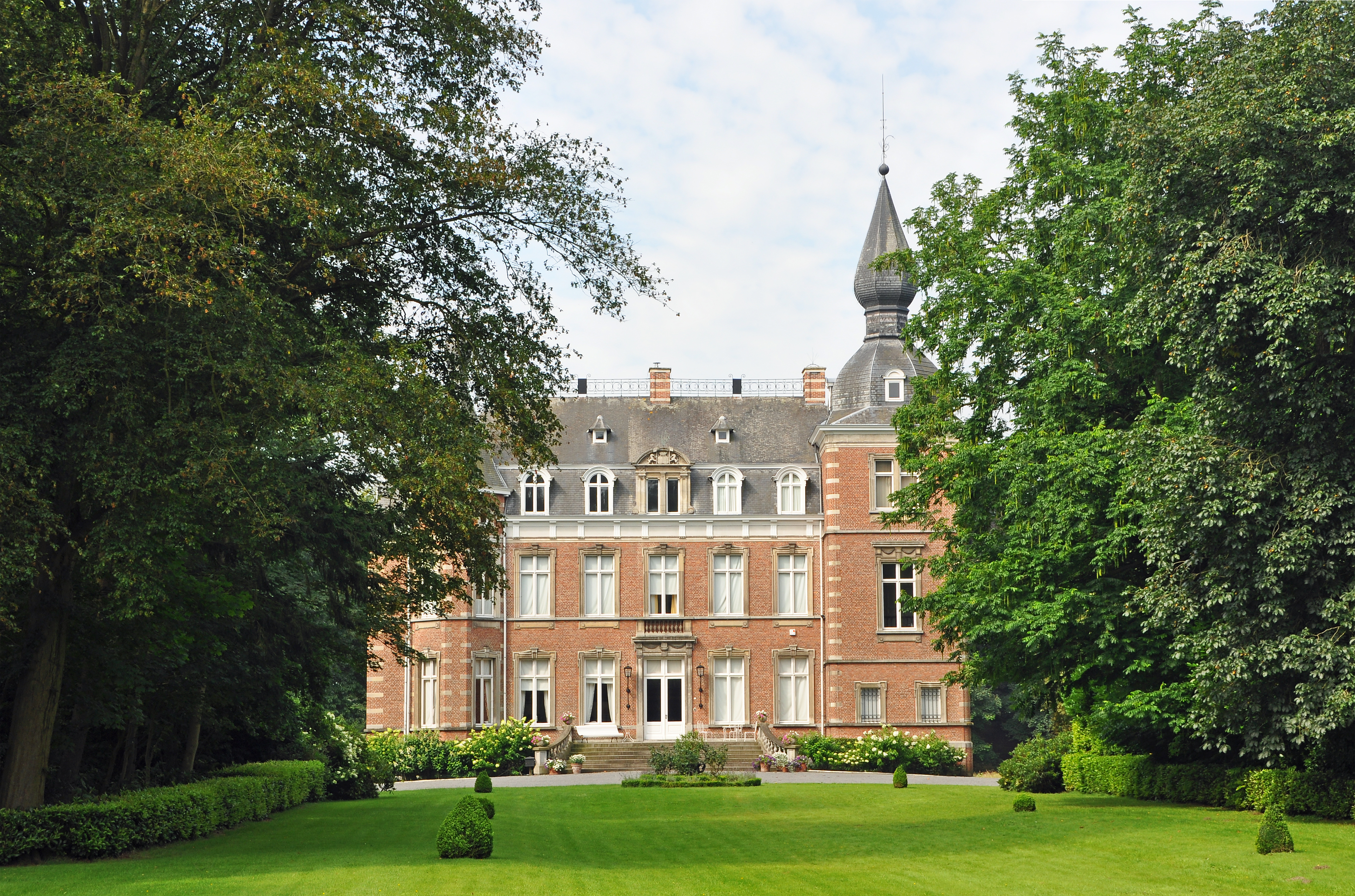
Het kasteel Pecsteen in Ruddervoorde

Jonkheer Jacques Philippe Pecsteen stamde uit een familie waarvan leden sinds enkele generaties ambtelijke functies uitoefenden die vroeg of laat leidden tot opname in de adel. 
In de zeventiende eeuw was er een Jacques Pecsteen (1605-1696), licentiaat in de rechten, griffier van Oedelem. Die zijn zoon, Jacques Pecsteen, heer van Buytswerve (1660-1730), licentiaat in de rechten, was advocaat bij de Raad van Vlaanderen en griffier van de baronie Maldegem.
Die zijn tweede zoon was Philippe Pecsteen (1726-1794), heer van Buytswerve, die trouwde met Philippine Antheunis (1749-1801) en het griffierschap van Maldegem overnam. Ze hadden drie zoons die voor nazaten zorgden. Jacques-Philippe was de oudste.

## Levensloop
Jacques-Philippe Pecsteen trouwde in 1800 met Anne D'hont (1773-1828). Zij bracht een aanzienlijk fortuin mee, geërfd van haar oom Charles-Jean Dhont de Nieuwburg. Dit erfdeel gaf aanleiding tot jarenlang aanslepende processen vanwege andere families die zich (vergeefs) op het geheel of een gedeelte van de erfenis gerechtigd achtten. 
Het echtpaar had een dochter, Celestine, en een zoon, Gustave Pecsteen.
Pecsteen werd licentiaat in de rechten en was onder het ancien régime griffier en ontvanger van de baronie van Maldegem. In de Nederlandse tijd werd hij in 1822 in de adelstand ingelijfd en in de ridderschap van de provincie West-Vlaanderen opgenomen.
Hij was de eerste van de Pecsteens om het familiecentrum, dat zich in Maldegem en Oedelem bevond, te verlaten om zich hoofdzakelijk in Ruddervoorde te vestigen. Dit was een gevolg van de erfenis D'Hont, die aanzienlijke eigendommen in deze gemeente bezat, met inbegrip van een kasteelgoed dat door het gezin als hoofdverblijfplaats werd uitgekozen. In 1813 werd hij benoemd tot burgemeester van Ruddervoorde en bleef dit tot in 1830. Dat hij toen werd opgevolgd, hoewel hij op zijn leeftijd nog verder het ambt had kunnen uitoefenen, lijkt er op te wijzen dat hij als orangist werd aan de kant geschoven.
In Brugge werd hij lid (1830) en proost (1844) van de Edele Confrérie van het Heilig Bloed